# 姜振宇
姜振宇（1979年2月14日—），生于中国天津市，2000年毕业于中国人民大学，现供职于中国政法大学法律信息中心，担任中心主任，微反应研究小组组长，目前研究项目为《微反应在新闻采访中的信息挖掘研究》，江苏卫视热播节目《非常了得》的两位特邀嘉宾之一。 自从担任场上嘉宾开始，姜振宇应用所学详细剖析分析人物事件真伪和逻辑关联，从而使“微表情”“微反应”受到大众广泛关注。